# Jeruzalem, Ljutomer
Jeruzalem este o localitate din comuna Ljutomer, Slovenia, cu o populație de 43 de locuitori.